# Mitja Reichenberg
Mitja Reichenberg, slovenski skladatelj, profesor, cineast in esejist, * 25. september 1961, Maribor.
Študij kompozicije je leta 1984 končal na Akademiji za glasbo v Ljubljani pri profesorju Danetu Škerlu. Nato se je zaposlil najprej na Srednji glasbeni šoli v Mariboru ter bil v letih 1986–1990 predstojnik Srednje glasbene in baletne šole v Mariboru. Leta 1998 je bil habilitiran na Pedagoški fakulteti v Mariboru, v letih 1990–1996 zaposlen v UKM kot bibliotekar in strokovni referent za glasbo in film, v letih 2008–2009 pa vodja programskega oddelka Slovenske kinoteke v Ljubljani. 
Končal je podiplomski doktorski študij na Filozofski fakulteti v Ljubljani na oddelku za sociologijo (pri profesorju Rastku Močniku, naslov doktorske disertacije Film in filmski zvok v družbeni funkciji), sicer pa samostojno predava in pripravlja številne seminarje za zborovodje, pedagoške delavce in delavke v predšolskem, osnovnošolskem in srednješolskem polju, pripravlja in izvaja samostojna predavanja o sodobni filmski in scenski glasbi, ima redna samostojna predavanja na različnih alternativnih srečanjih, izvaja precej delavnic v programu za osnovne in srednje šole, piše strokovne knjige s področja filma in glasbe, eseje, znanstvene in strokovne članke ter recenzije in ocene za različne publikacije.
Kot pogodbeni predavatelj je delal na SAE inštitutu angleške univerze Midlessex, dela na Fakulteti za medije Ljubljana (FAM), je redni predavatelj na Academii v Mariboru, inštitutu in visoki šoli IAM ter docent na Visoki šoli za umetnost Univerze v Novi Gorici, prav tako pa predava predmet Filmska in namenska glasba na Akademiji za glasbo v Ljubljani. Živi in dela v Ljubljani, njegovo delo zadnjih 30 let je usmerjeno predvsem v teorijo in prakso filmske glasbe, v same film in knjige ter predavanja o tem, v delo s filmom in gledališčem, v prostorske umetnosti, instalacije ter komponiranje glasbe za filme, gledališče, radio in televizijo. Kot pianist nastopa v samostojnih avtorskih projektih in recitalih, je pianist nemih filmov, prav tako pa je večkrat glasbeni producent pri različnih snemanjih.